# John Broome (Politiker)

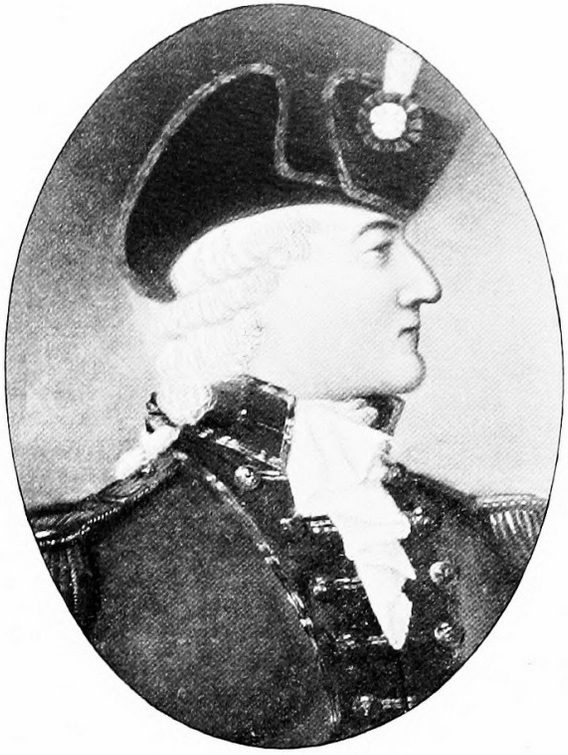
John Broome

John Broome (* 1738 auf Staten Island; † 8. August 1810 in New York City) war ein US-amerikanischer Händler und Politiker, der von 1804 bis 1810 der Vizegouverneur des Bundesstaates New York war.

## Werdegang
Broome studierte mit William Livingston Jura, jedoch gab er um 1762 seine juristische Laufbahn auf und ging mit seinem Bruder Samuel eine Partnerschaft ein, wo es um den Import von britischen Gütern ging. 1769 heiratete er Rebecca Lloyd (1747–1803). Das Paar hatte sieben gemeinsame Kinder, darunter John Bloyd Broome († 1836), welcher der Vater von John L. Broome, einem Offizier im Mexikanisch-Amerikanischen Krieg, war.
Er entschied sich auch eine politische Laufbahn einzuschlagen, als er von 1775 bis 1777 im Provinzkongress von New York tätig war. Ferner war er 1777 ein Delegierter bei der Verfassunggebenden Versammlung von New York. Er war von 1783 bis 1784 und wieder von 1785 bis 1786 ein Stadtrat von New York City. In dieser Zeit war er 1784 Schatzmeister von New York City.
Broome war von 1785 bis 1794 Präsident der Handelskammer von New York City und war zu der Zeit im Handel mit Indien und China tätig. Er soll den direkten Import von Tee aus China angestoßen haben, mit einer ersten Schiffslieferung von 2 Millionen Pfund.
Im August 1795, während des Ausbruchs des Gelbfiebers, war er der Vorsitzende des städtischen Gesundheitsausschusses (engl. Health Committee), ernannt im vorherigen Jahr von Gouverneur George Clinton, und durch seinen Nachfolger John Jay behalten, trotz Brooms Hervortretens bei einer parteilichen Massenkundgebung gegen den Vertrag, den Jay gerade mit den Briten aushandelte, da die Gesundheit nicht als ein parteilicher Streitpunkt angesehen war. Der Gesundheitsausschuss bestritt das Vorhandensein einer Epidemie und spielte die Anzahl der Toten herunter, indem er sie anderen Ursachen zuschrieb.
Broome kandidierte zweimal erfolglos für den US-Kongress, das erste Mal 1789 gegen John Laurance und das zweite Mal 1802 gegen Joshua Sands, beides föderalistische Kandidaten. Broome war von 1800 bis 1801 sowie 1802 Mitglied in der New York State Assembly und 1804 im Senat von New York, wo er alle Male den New York County vertrat.
Broome wurde drei Mal zum Vizegouverneur von New York gewählt und bekleidete diesen Posten vom Juli 1804 bis zu seinem Tod im August 1810. Er besiegte zunächst Oliver Phelps 1804 und gewann die Wiederwahl gegenüber Thomas Storm 1807 sowie Nicholas Fish 1810. In dieser Zeit diente er unter zwei Gouverneuren von New York, der erste war Morgan Lewis (1804–1807) und der zweite war Daniel D. Tompkins (1807–1810). Broomes Tod ereignete sich einen Monat nach Anfang seiner dritten Amtszeit, so dass am Anfang der President pro Tempore John Tayler kommissarischer Vizegouverneur wurde und ab April 1811 DeWitt Clinton, der die Nachwahl gewonnen hatte und dabei Nicholas Fish und Marinus Willett besiegte, der die restliche Amtszeit diente.
Am 8. Juli 1806 heiratete Broome Ruth Hunter († ca. 1840, Witwe von Auktionator George Hunter).
Brooms sterblichen Überreste wurden sofort auf dem Friedhof der First Presbyterian Church in New York an der Wall Street in New York City beigesetzt. Allerdings wurden sie in den 1840er Jahren umgebettet, als die Kirche an die Fifth Avenue zwischen der 11. und 12. Straße in Greenwich Village in Manhattan umzog.

## Ehrungen
Das Broome County (New York) und die Stadt Broome im Schoharie County (New York) sind nach ihm benannt worden, sowie eine Straße in Manhattan.